# Torneo de Eastbourne 2010
El Torneo de Eastbourne es un evento de tenis que se disputa en Eastbourne, Inglaterra,  se juega entre el 12 y 19 de junio de 2010.

## Campeones

### Individuales Masculino
Michaël Llodra vence a  Guillermo García-López 7–5, 6–2.

### Individuales Femenino
Yekaterina Makarova vence a  Victoria Azarenka 7–6(5), 6–4.

### Dobles Masculino
Mariusz Fyrstenberg /  Marcin Matkowski vencen a  Colin Fleming /  Ken Skupski 6–3, 5–7, [10–8].

### Dobles Femenino
Lisa Raymond /  Rennae Stubbs vencen a  Květa Peschke /  Katarina Srebotnik 6–2, 2–6, [13–11].